# Vikariat Perejaslaw-Chmelnyzkyj und Wyschnewe
Das Vikariat Perejaslaw-Chmelnyzkyj und Wyschnewe (russisch Переясла́в-Хмельни́цкое и Вишневское викариа́тство) ist ein Vikariat der Eparchie Kiew der Ukrainisch-Orthodoxen Kirche (Moskauer Patriarchat).
Mittelpunkt und Sitz des Vikarbischofs ist Perejaslaw.
Das Vikariat existiert mit verschiedenen Bezeichnungen und viele Jahre als eigenständige Eparchie seit 1054.

## Bischöfe
Vikariat Perejaslaw
- Petr Kireew, frühestens 22. September 1922-spätestens Januar 1923

Vikariat Perejaslaw-Chmelnyzkyj
- Nestor Tugaj, 11. November 1954 – 16. März 1951
- Boholel Anzuch, 5. Februar – 25. Mai 1965
- Feodosij Dikun, 4. Juni – 7. Oktober 1967
- Wolodymyr Sabodan,  28. November 1968 – 20. März 1969
- Sawwa Babinez, 30. März 1969 – 2. Februar 1972
- Warlaam Iljuschenko, 22. Oktober 1972 – 18. März 1977
- Antonij Moskalenko, 13. Oktober 1985 – 30. Dezember 1986
- Paladij Schyman, 8. Februar 1987 – 30. November 1988
- Jonafan Elezkych, 23. April 1989 – 23. April 1991
- Alypyj Pogrebnjak, 23. Januar – 28. Mai 1992 (nicht angenommen)
- Antonij Fialko, 27. Juli 1992 – 22. Juni 1993
- Ioann Syolko, 13. Dezember 1996 – 26. Juli 2000
- Mitrofan Jurtschuk, 30. Juli 2000 – 31. Mai 2007
- Oleksandr Drabynko, seit 19. Dezember 2007